# Metropolia Omaha
Metropolia Omaha – metropolia Kościoła rzymskokatolickiego obejmująca w całości stan Nebraska w Stanach Zjednoczonych.
Katedrą metropolitarną jest Katedra św. Cecylii w Omaha.

## Podział administracyjny
Metropolia jest częścią regionu IX (IA, KS, MO, NE)
- Archidiecezja Omaha
- Diecezja Grand Island
- Diecezja Lincoln

## Metropolici
- James Hugh Ryan (1935 – 1947)
- Gerald Thomas Bergan (1947 – 1969)
- Daniel E. Sheehan (1969 – 1993)
- Elden Curtiss (1993 – 2009)
- George Joseph Lucas (2009 – 2025)
- Michael McGovern (od 2025)